# Lema de Bhaskara
Lema de Bhaskara é uma identidade matemática usada como lema matemático durante o método chakravala. Diz que:
{\displaystyle \,Nx^{2}+k=y^{2}\implies \,N\left({\frac {mx+y}{k}}\right)^{2}+{\frac {m^{2}-N}{k}}=\left({\frac {my+Nx}{k}}\right)^{2}}
para inteiros {\displaystyle m,\,x,\,y,\,N,} e inteiro diferente de zero {\displaystyle k}.
Foi teoremizado pelo matemático indiano Bhaskara Akaria, daí seu nome.

## Prova matemática
A prova matemática segue de manipulações algébricas simples como segue: multiplique ambos os lados da equação por {\displaystyle m^{2}-N}, adicionar {\displaystyle N^{2}x^{2}+2Nmxy+Ny^{2}}, fatorar e dividir por {\displaystyle k^{2}}.
{\displaystyle \,Nx^{2}+k=y^{2}\implies Nm^{2}x^{2}-N^{2}x^{2}+k(m^{2}-N)=m^{2}y^{2}-Ny^{2}}
{\displaystyle \implies Nm^{2}x^{2}+2Nmxy+Ny^{2}+k(m^{2}-N)=m^{2}y^{2}+2Nmxy+N^{2}x^{2}}
{\displaystyle \implies N(mx+y)^{2}+k(m^{2}-N)=(my+Nx)^{2}}
{\displaystyle \implies \,N\left({\frac {mx+y}{k}}\right)^{2}+{\frac {m^{2}-N}{k}}=\left({\frac {my+Nx}{k}}\right)^{2}.}
Desde que nem {\displaystyle k} nem {\displaystyle m^{2}-N} sejam iguais a zero, a conclusão acima é verdadeira em ambas as direções. (Este lema matemático vale para números reais ou complexos, bem como inteiros.)